# Tylophora floribunda
Tylophora benthamii là một loài thực vật có hoa trong họ La bố ma. Loài này được Miq. miêu tả khoa học đầu tiên năm 1866.